# Cristiana Milhão
Cristiana Milhão é uma actriz portuguesa.

## Experiência profissional
- Sedução, personagem Marisa Dumont (TVI, 2010)
- Deixa Que Te Leve, personagem Irene (TVI, 2009)
- Casos da Vida: Pelas Próprias Mãos, personagem Matilde (TVI, 2008)
- Morangos com Açúcar, personagem Inês Sampaio (TVI, 2007/2008)